# Pallavicinia indica
Pallavicinia indica là một loài rêu trong họ Pallaviciniaceae. Loài này được Schiffner mô tả khoa học đầu tiên.